# Осеновець
О́сеновець (болг. Осеновец) — село в Шуменській області Болгарії. Входить до складу общини Венець.

## Населення
За даними перепису населення 2011 року у селі проживала 401 особа.
Національний склад населення села:
| Національність   | Кількість осіб | Відсоток |
| ---------------- | -------------- | -------- |
| турки            | 332            | 96,0%    |
| болгари          | 13             | 3,8%     |
| цигани           | 0              | 0%       |
| Всього відповіли | 346            |          |

Розподіл населення за віком у 2011 році:
Динаміка населення: